# Vasiliy Vlasenko
Vasiliy Vlasenko (né le 10 janvier 1928 et mort le 5 août 2020) est un athlète russe, spécialiste du 3 000 m steeple. 

## Biographie
Le 18 août 1955, à Moscou, il égale le record du monde du 3 000 m steeple du Finlandais Pentti Karvonen en 8 min 45 s 4.

## Records
| Épreuve         | Performance  | Lieu    | Date            |
| --------------- | ------------ | ------- | --------------- |
| 3 000 m steeple | 8 min 43 s 2 | Tallinn | 21 juillet 1958 |